# Murterski kanal
Murterski kanal este o arie protejată (sit de importanță comunitară — SCI) din Croația întinsă pe o suprafață de 596,01 ha, integral marine.

## Localizare
Centrul sitului Murterski kanal este situat la coordonatele 43°46′08″N 15°40′42″E / 43.768901°N 15.678315°E.

## Înființare
Situl Murterski kanal a fost declarat sit de importanță comunitară în iulie 2013 pentru a proteja un număr necunoscut de specii din flora spontană și fauna sălbatică aflate în arealul zonei.

## Biodiversitate
Situată în ecoregiunea marină mediteraneană, aria protejată conține 2 habitate naturale: Straturi cu Posidonia (Posidonion oceanicae), Recifuri.
La baza desemnării sitului se află un număr nedeclarat de specii protejate.